# غايتان كارلين
غايتان كارلين هو لاعب كرة قدم سويسري في مركز الهجوم، ولد في 7 يونيو 1993 في سيون في سويسرا. شارك مع منتخب سويسرا تحت 19 سنة لكرة القدم ومنتخب سويسرا تحت 20 سنة لكرة القدم ومنتخب سويسرا تحت 21 سنة لكرة القدم. أما مع النوادي، فقد لعب مع نادي بيل-بيين ونادي ثون ونادي سيون.

## وصلات خارجية
- غايتان كارلين على موقع الاتحاد الأوربي (الإنجليزية)
- غايتان كارلين على موقع قاعدة بيانات كرة القدم.إي يو (الإنجليزية)
- غايتان كارلين على موقع Soccerbase.com (لاعب) (الإنجليزية)
- غايتان كارلين على موقع Soccerway.com (الإنجليزية)
- غايتان كارلين على موقع عالم كرة القدم.نت (الإنجليزية)